# Uraj
Uraj egykor önálló község, 1979 óta Ózd városrésze.

## Neve
Nevének alapja a magyar úr főnév származéka. Tulajdonképpeni értelme egy Ura nevű személyé, Uráé. A helység neve előfordult még Wroy, Uray, Vray, Wray, Wary, Wra, Vrey, Vra, Wrary és Wralya alakokban is.

## Fekvése
A Heves–Borsodi-dombságon, az Uraj-patak völgyében, Ózd központjától 3,2 km-re északnyugatra, a magyar-szlovák határhoz közel található. Északnyugati szomszédja 3 km-re Susa.

## Története
Eredetileg királyi birtok volt Gömör vármegye szélén. A török pusztítás után elnéptelenedett, majd később újra benépesült. A szeplőtelen fogantatásnak szentelt római katolikus temploma 1730-ban épült, de már az 1400-as években is volt temploma a községnek.
Vályi András szerint „URAJ. Magyar falu Gömör Várm. fekszik Sz. Simonnak szomszédságában, mellynek filiaja; határja meglehetõs.”
Fényes Elek szerint „Uraj, Gömör v. magyar falu, Borsod vmegye szélén: 356 kath., 22 ref. lak. F. u. többen. Ut. p. Putnok.”
A trianoni békeszerződésig Gömör-Kishont vármegye Rimaszécsi (Feledi) járásához tartozott.
1978 óta Ózd városrésze.

## Neves személyek
- Itt született 1724 körül Csák Gellért premontrei rendi jászói kanonok.

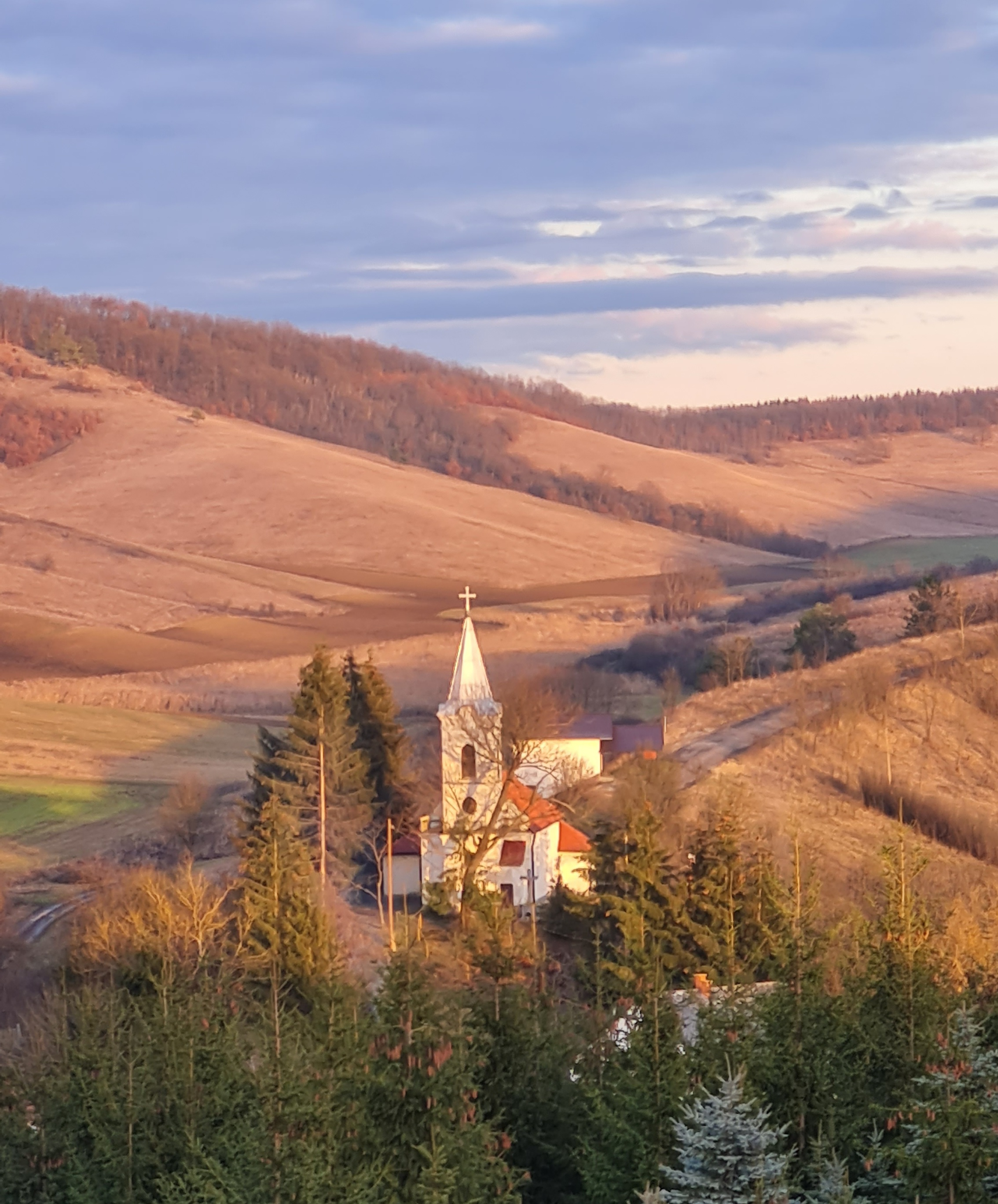
Az uraji templom

## Képek

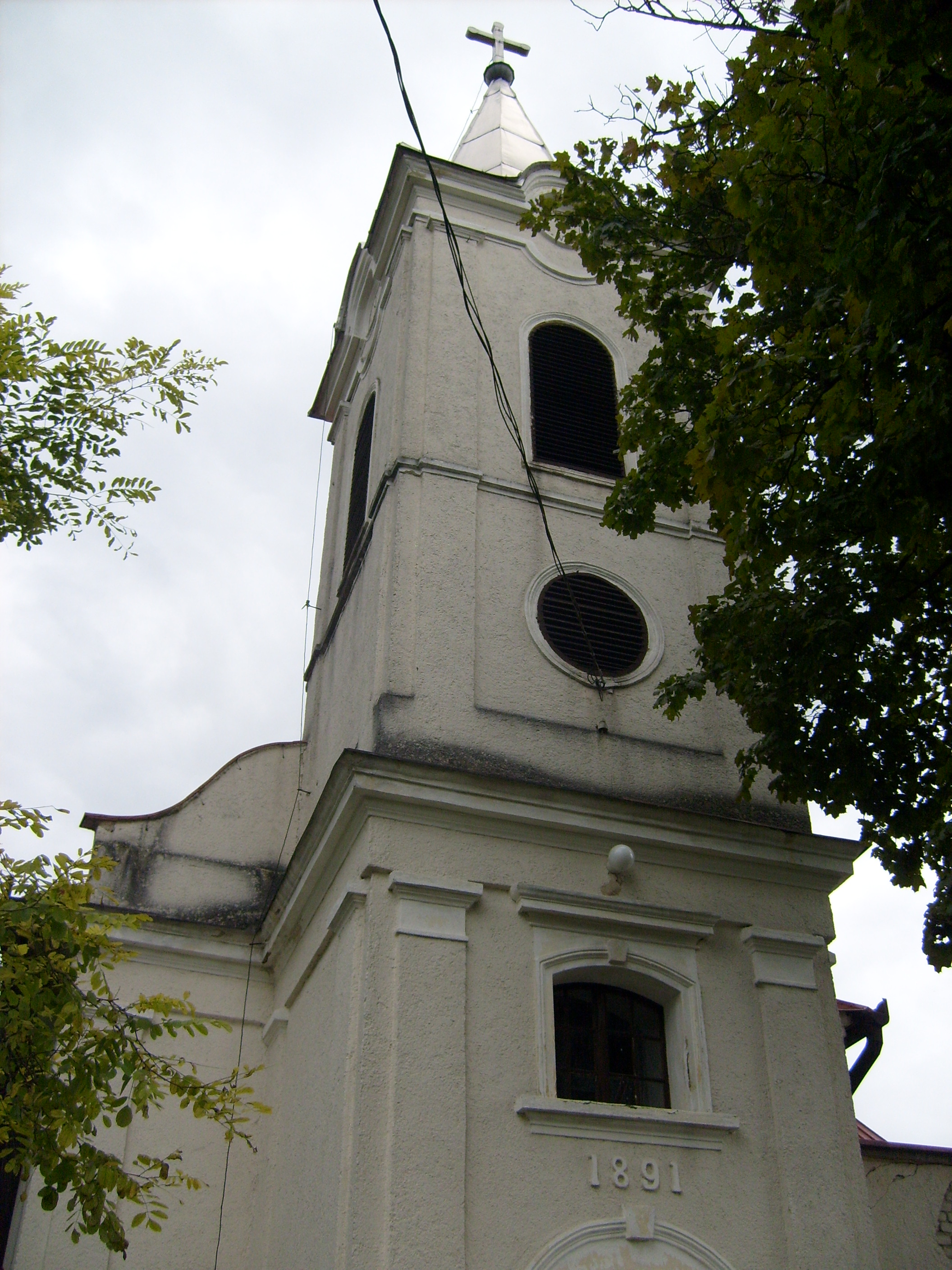
A római katolikus templom
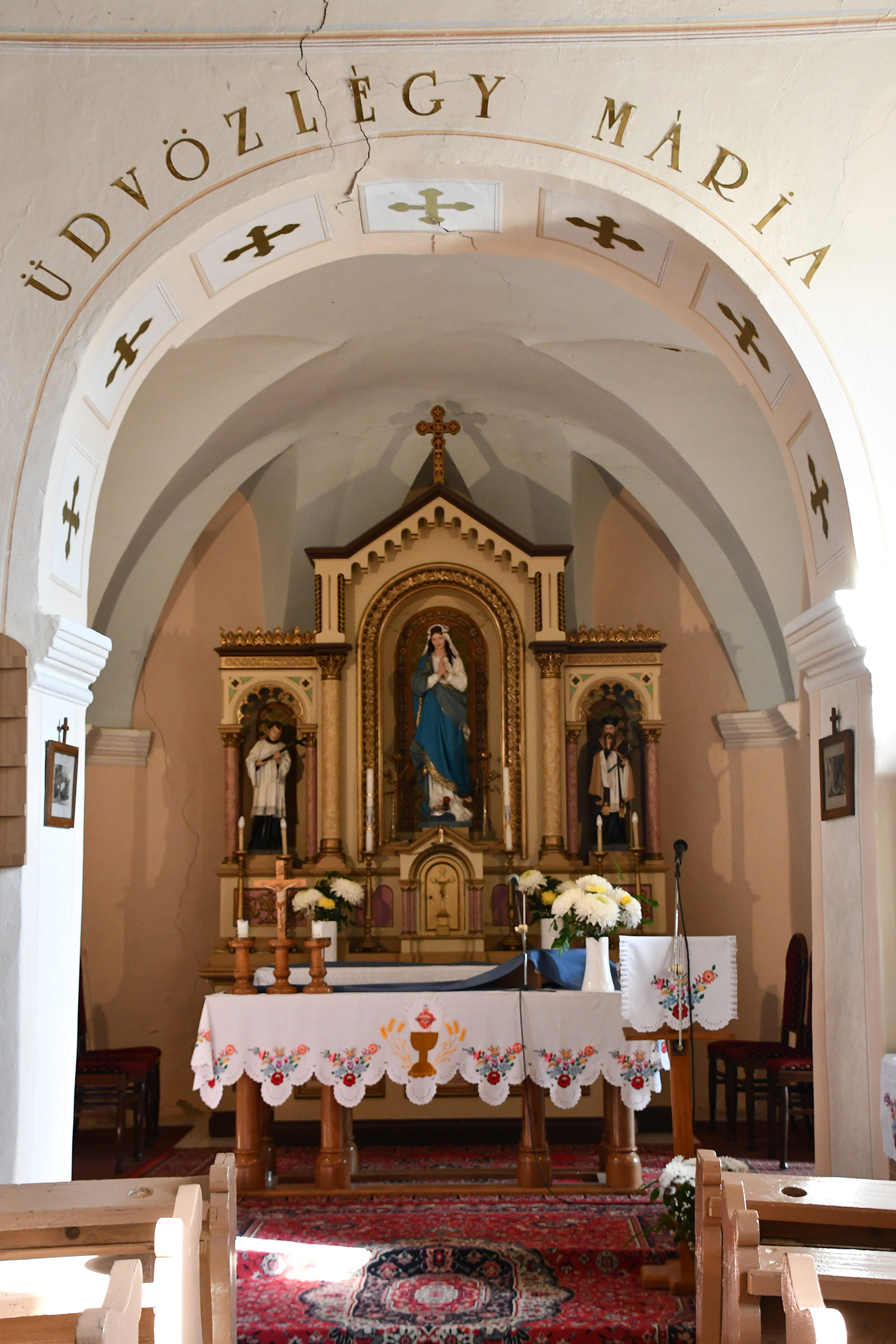
A templom főoltára
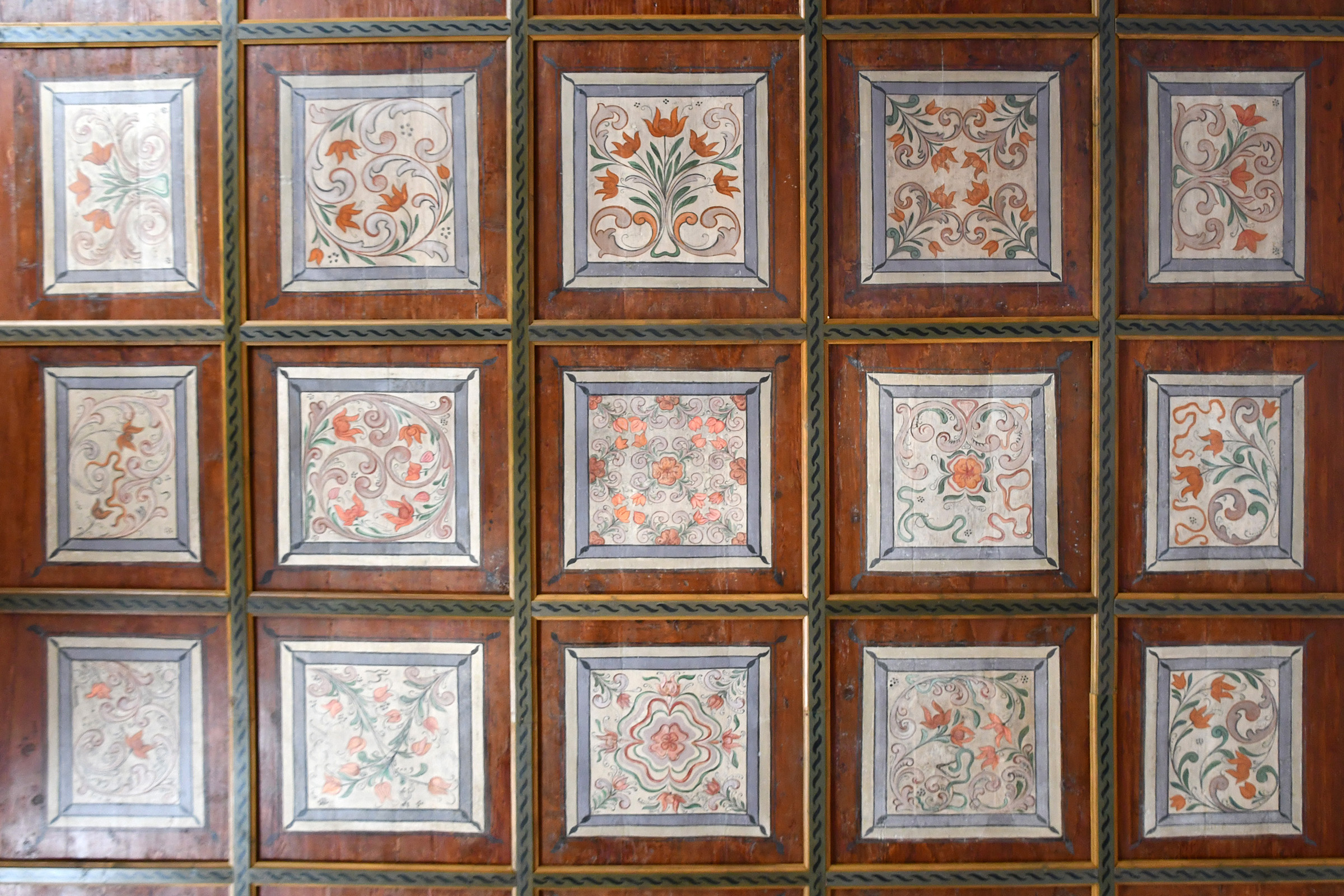
A templom kazettás mennyezete
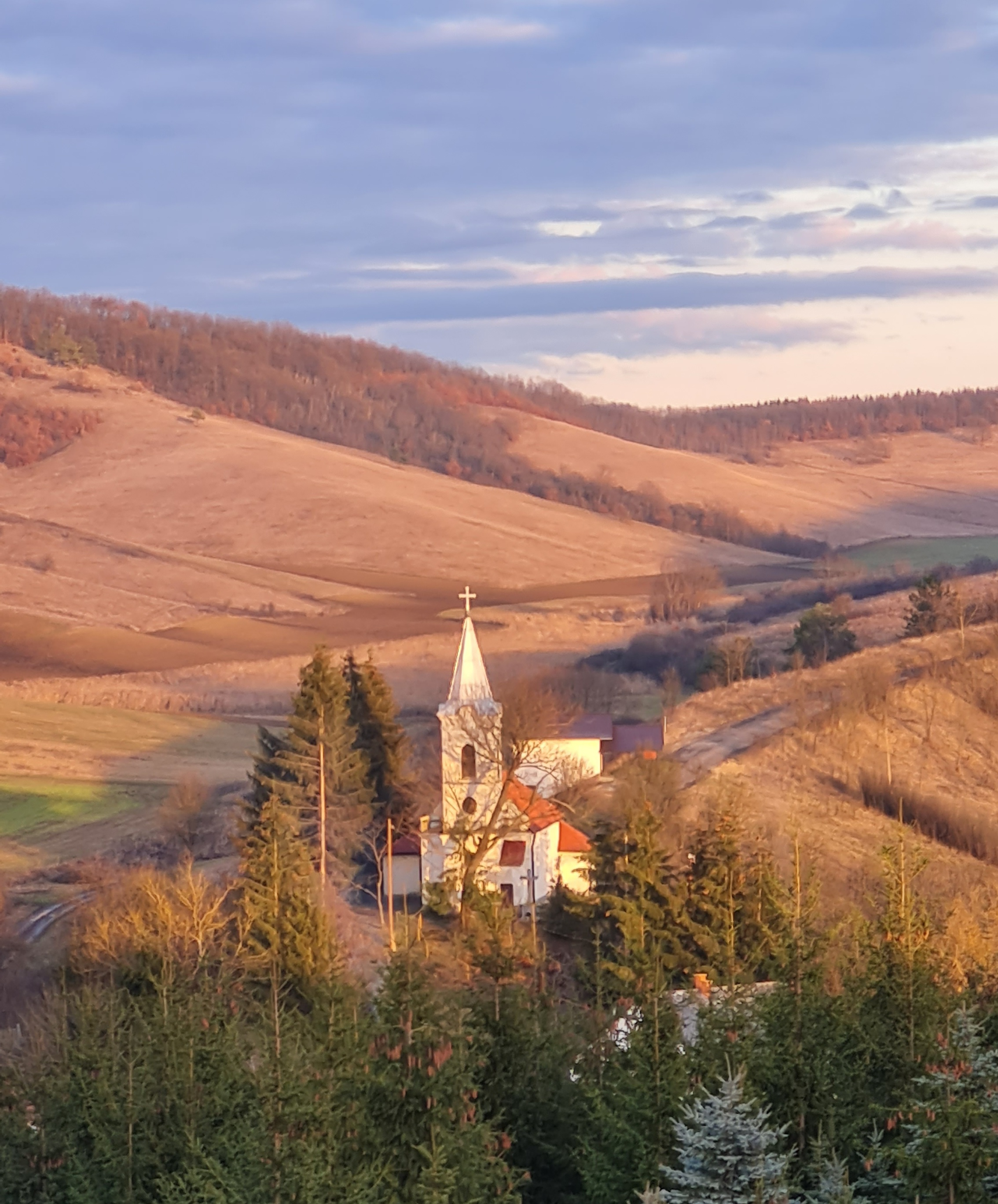
Az uraji templom